# Neotheronia nubecula
Neotheronia nubecula là một loài tò vò trong họ Ichneumonidae.